# Borðeyri
Borðeyri is een zeer kleine plaats in het noordwesten van IJsland dat aan de westelijke oever van de Hrútafjörður ligt. Borðeyri hoort tot de gemeente Bæjarhreppur en er woonden in 2006 ongeveer 27 personen. In vroeger tijden was Borðeyri een belangrijke vissers- en handelsplaats.
Borðeyri is een oude nederzetting die uit de kolonisatieperiode van IJsland stamt, en de plaats wordt al in de Vatnsdæla saga genoemd. Het is deze saga waarin beschreven wordt hoe de fjord en de plaats aan hun naam komt. Ingimund de Oude kwam vanuit Noorwegen naar IJsland gevaren, en de Vatnsdæla saga schrijft het volgende:
Hann fór norður um sumarið í landaleitun og fór upp Norðurárdal og kom ofan í eyðifjörð einn. Og um daginn er þeir fóru með þeim firði þá hlupu úr fjalli að þeim tveir sauðir. Það voru hrútar. Þá mælti Ingimundur: „Það mun vel fallið að þessi fjörður heiti Hrútafjörður.“ Síðan komu þeir í fjörðinn og gerði þá þoku mikla. Þeir komu á eyri eina. Fundu þeir þar borð stórt nýrekið. Þá mælti Ingimundur: „Það mun ætlað að vér skulum hér örnefni gefa og mun það haldast og köllum eyrina Borðeyri.
Vrij vertaald staat er: Hij reisde die zomer naar het noorden op zoek naar land, en ging naar Norðurárdalur en zakte een onbewoond fjord af. Op een dag reisden ze langs het fjord, en kwamen twee schapen uit de bergen naar hen toe gerend. Het waren rammen. Toen zei Ingimund: "Het schijnt toe dat dit fjord Hrútafjörður (Ramsfjord) moet heten". Vervolgens gingen ze het fjord in en ontstond er een dikke mist. Ze kwamen bij een hoofdland. Daar vonden ze een net aangespoelde (houten) plank. Toen zei Ingimund: "Het moet de bedoeling zijn dat we deze plaats een naam moeten geven die passend moet zijn en noemden het Borðeyri (plank hoofdland).

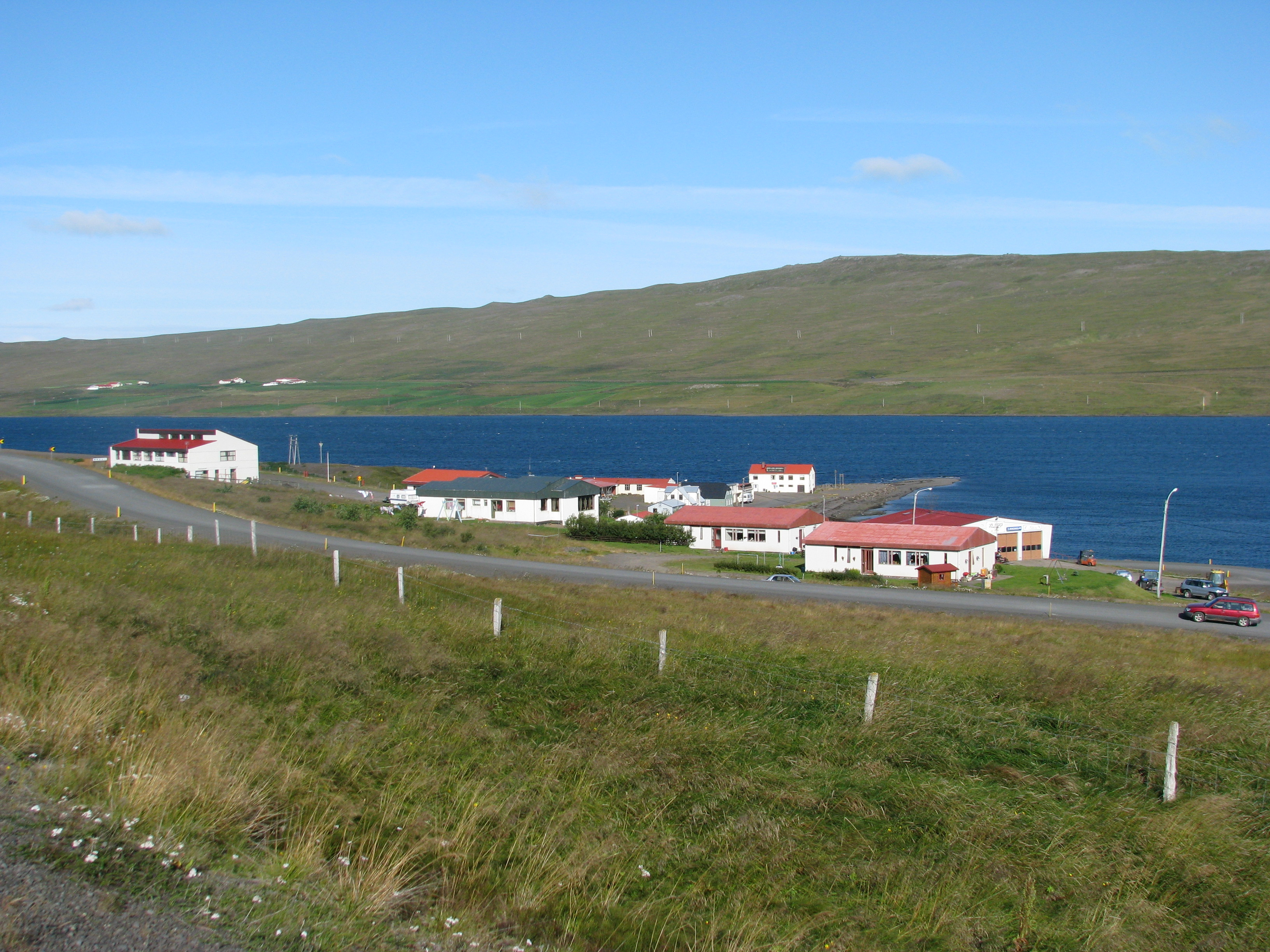
Borðeyri
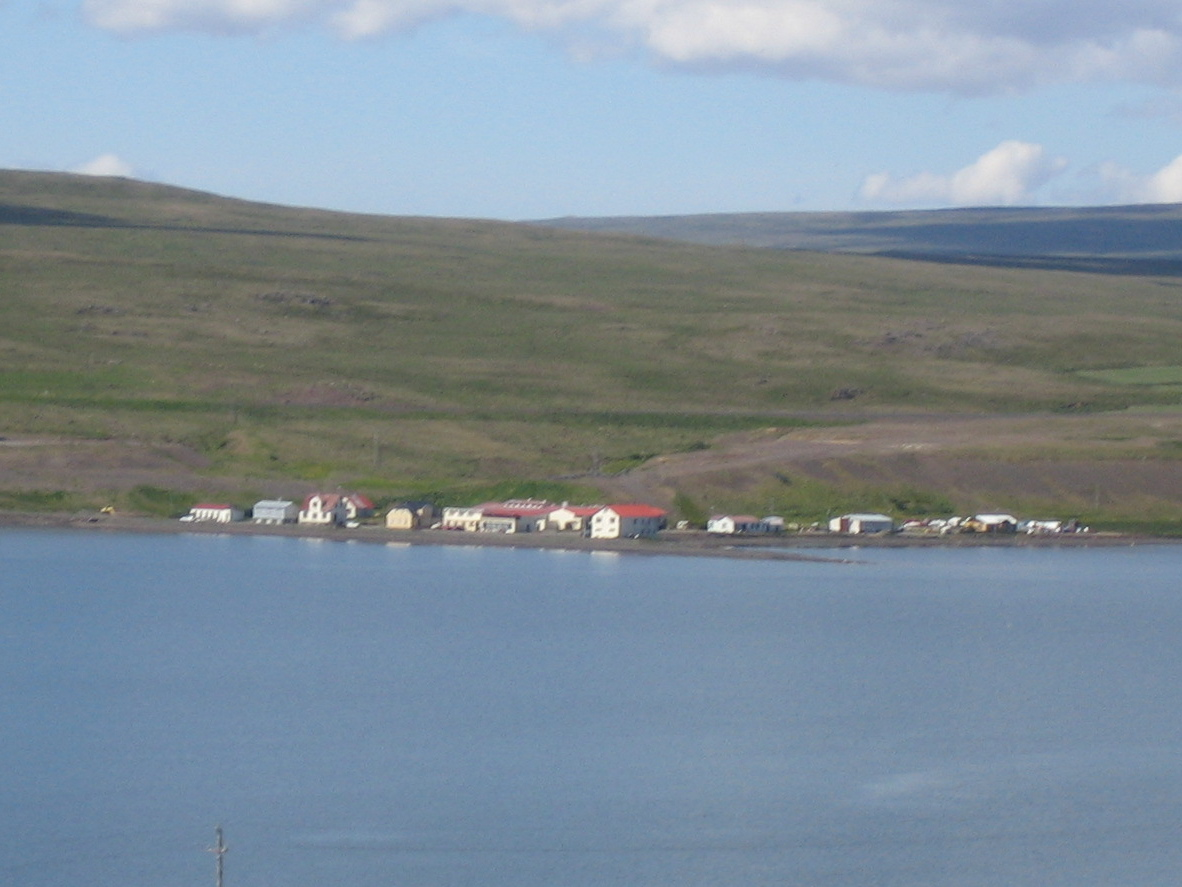
Borðeyri vanaf de Hrútafjörður
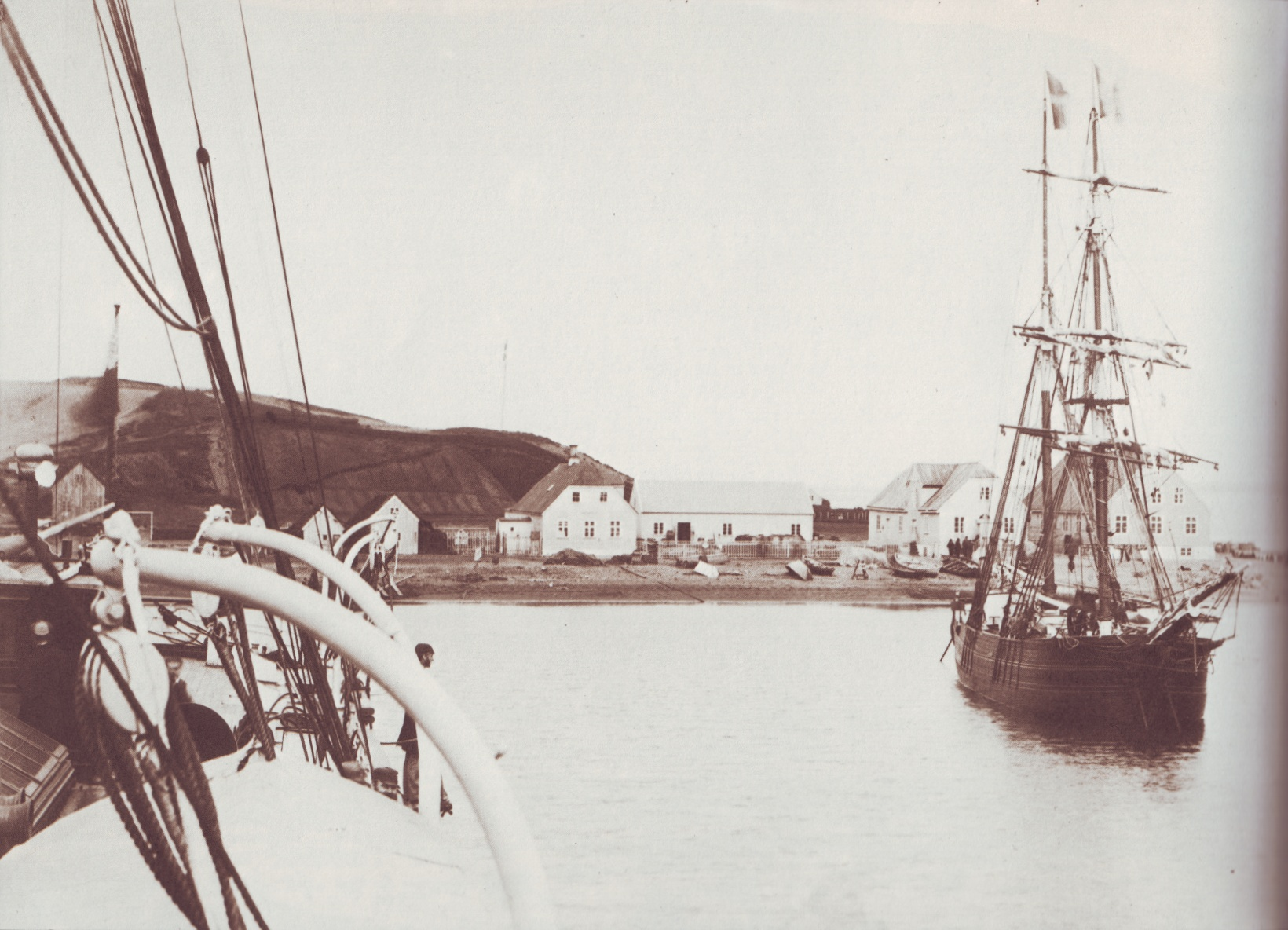
Borðeyri in 1883